# Saved by the Bell: The New Class
Saved by the Bell: The New Class (br: Uma Galera do Barulho: Nova Geração) foi uma sitcom adolescente estadunidense exibida originalmente pela NBC, de 11 de setembro de 1993 a 8 de janeiro de 2000, em seu bloco de programação voltado para os jovens, o TNBC. O seriado derivado de Saved by the Bell durou sete temporadas, apesar das várias mudanças de elenco e histórias nem um pouco originais. Vários atores e atrizes que, posteriormente, se tornariam famosos, fizeram participações em Saved by the Bell: The New Class. Entre eles podemos encontrar Tara Reid e James Marsden. O show teve o mesmo conceito que a série original, mas apresentou um novo grupo de estudantes, que mudava constantemente com o passar das temporadas, com o Sr. Belding sendo o único personagem constante.

## Elenco
- Dennis Haskins como Dir. Richard Belding
- Bianca Lawson como Megan Jones
- Isaac Lidsky como Barton "Weasel" Wyzell
- Bonnie Russavage como Vicki Needleman
- Robert Sutherland Telfer como Scott Erickson
- Natalia Cigliuti como Lindsay Warner
- Jonathan Angel como Thomas "Tommy D" De Luca
- Dustin Diamond como Samuel "Screech" Powers
- Christian Oliver como Brian Keller
- Spankee Rogers como Bobby Wilson
- Sarah Lancaster como Rachel Meyers
- Salim Grant como R.J. "Hollywood" Collins
- Richard Lee Jackson como Ryan Parker
- Samantha Esteban como Maria Lopez
- Anthony Harrell como Eric Little
- Ben Gould como Nicky Farina
- Lindsey McKeon como Katie Peterson
- Ashley Cafagna-Tesoro como Liz Miller
- Tom Wade Huntington como Tony Dillon

## Personagens

### Scott Erickson
Scott Erickson, interpretado por Robert Sutherland Telfer, é o galã da escola, nos moldes de seu antecessor, Zack Morris. Ele também é um estudante transferido da escola rival, Valley High School. Nos primeiros episódios ficou claro que ele tentava roubar a atenção de Lindsay, então namorada de "Tommy D", do mesmo jeito que havia ocorrido com Zack, A.C. e Kelly, na série original.

### Thomas DeLuca
Thomas "Tommy D" DeLuca, interpretado por Jonathan Angel, é o engraçado da turma, assim como A.C. Slater era na série passada. Ele é um dos jogadores mais famosos do time de futebol americano da escola e namorado de Lindsay no início da trama, apesar de estes nem sempre poderem ficar juntos e da influência de Scott.

### Barton Wyzell
Barton "Weasel" Wyzell, interpretado por Isaac Lidsky, é o aluno mais nerd da escola, e apesar disto, se torna amigo de Scott desde o início, mesmo tendo que entrar em seus "esquemas". Com sua postura, ele tendia a ser o sucessor de "Screech", um personagem da série-mãe. Ele também era um grande amigo de Lindsay desde a pré-escola e tinha uma queda por Megan, que assim como havia ocorrido com Screech e Lisa, não era recíproca.

### Lindsay Warner
Lindsay Warner, interpretada por Natalia Cigliuti, é a garota mais popular do Bayside High, sendo notoriamentea sucessora de Kelly Kapowski. Ela sempre está envolvida em qualquer evento da escola e é disputada por Tommy e Scott. Além disso, ela também é uma grande amiga de Megan, Vicki e Barton.

### Megan Jones
Megan Jones, interpretada por Bianca Lawson, é como o "cérebro" da série. Ela é uma das pessoas mais inteligentes da escola e não deixa ninguém se esquecer disso. Assim como Weasel e Lindsay, ela também é amiga da neurótica Vicki, e geralmente faz o papel de consciência da garota. Seu personagem é uma mistura de Lisa Turtle e Jessie Spano, também personagens da série original.

### Vicki Needleman
Vicki Needleman, interpretada por Bonnie Russavage, é a neurótica melhor amiga de Megan. Ela é uma líder de torcida e desenvolve uma paixão por Scott. A personagem deveria ser a sucessora de "Jessie" da série-mãe, porém, é uma das poucas que consegue ser original.

## Episódios
Assim como Hang Time, Saved by the Bell: The New Class lidou com muitos problemas que os adolescentes enfrentam no dia-a-dia, como drogas, álcool, racismo, discriminação, AIDS, e também assuntos mais leves, como namoro e problemas com notas na escola, entre os episódios mais notáveis, podemos citar alguns como:
- O episódio em que Katie consegue um emprego novo, mas é assediada por seu chefe.
- O episódio em que Tony quer deixar de fumar.
- O episódio em que Rachel se encontra com um universitário e acaba por se tornar uma vítima de abuso.
- O episódio em que Lindsay decide parar de comer e ficar mais magra para um concurso de dança.
- O episódio em que Maria sai com alguns amigos e eles a convencem a fumar.
- O episódio em que Lindsay perde o emprego e Tommy D é expulso do time de futebol, ambos por terem fumado.
- O episódio em que Katie "inventa" uma história para o jornal da escola, e acaba por perder seu posto.

## Prêmios
| Ano  | Premiação           | Categoria                                                     | Indicado(s)           | Resultado |
| ---- | ------------------- | ------------------------------------------------------------- | --------------------- | --------- |
| 2000 | Daytime Emmy        | Melhor programa infantil do daytime                           |                       | Indicado  |
| 2000 | Young Artist Awards | Melhor atriz coadjuvante em uma série de comédia              | Ashley Cafagna-Tesoro | Indicado  |
| 2000 | YoungStar Awards    | Melhor ator jovem em uma série do daytime                     | Ben Gould             | Vencedor  |
| 2000 | YoungStar Awards    | Melhor atriz jovem em uma série do daytime                    | Ashley Cafagna-Tesoro | Indicado  |
| 2000 | YoungStar Awards    | Melhor atriz jovem em uma série do daytime                    | Lindsey McKeon        | Indicado  |
| 1999 | YoungStar Awards    | Melhor ator jovem em uma série do daytime                     | Tom Huntington        | Indicado  |
| 1999 | YoungStar Awards    | Melhor atriz jovem em uma série do daytime                    | Lindsey McKeon        | Indicado  |
| 1999 | YoungStar Awards    | Melhor atriz jovem em uma série do daytime                    | Ashley Cafagna-Tesoro | Indicado  |
| 1998 | YoungStar Awards    | Melhor ator jovem em uma série do daytime                     | Ben Gould             | Vencedor  |
| 1998 | YoungStar Awards    | Melhor atriz jovem em uma série do daytime                    | Lindsey McKeon        | Indicado  |
| 1998 | YoungStar Awards    | Melhor atriz jovem em uma série do daytime                    | Samantha Esteban      | Vencedor  |
| 1997 | YoungStar Awards    | Melhor atriz jovem em uma série do daytime                    | Samantha Esteban      | Indicado  |
| 1997 | Young Artist Awards | Melhor elenco em uma série de TV direcionada ao público jovem |                       | Indicado  |